# Panonska dijeceza
Panonska dijeceza (lat. Dioecesis Pannoniarium), nakon 395. poznata kao Dijeceza Ilirik, bila je rimska dijeceza na području Panonije (današnja Hrvatska). Središte dijecezanskog biskupa bio je Sirmij.

## Povijest
Panonska dijeceza osnovana je 314. u doba pape Silvestra I. na području Panonije. Izvorno je bila dio prefekture Italije, ali 347. je prešla u prefekturu Ilirije. Nakon podjele Rimskog Carstva na dva dijela bila je jedna od dvije dijeceze koja nije imala elemente grčke kulture (druga je bila Dacijska dijeceza).
Galla Placidia je dala 425. dijecezu bizantskom caru Teodoziju II. Tijekom 440-ih Panoniju su osvojili Huni, a u kasnom 5. stoljeću ostrogotski kralj Teodorik Veliki.

## Zemljopis
Panonska dijeceza obuhvaćala je Prvu Panoniju, Savsku Panoniju, Drugu Panoniju, Panoniju Valeriju, Dalmaciju i Norik.